# Тудосе, Александру
Александру Тудосе (рум. Alexandru Tudose; 3 апреля 1987; Галац, Румыния) — румынский футболист, полузащитник.

## Игровая карьера
Александру Тудосе дебютировал в высшем дивизионе Румынии в конце сезона 2004/05 в матче «Оцелул» — «Прогресул» (0:2). Будучи капитаном сборной Румынии до 17 лет, Тудосе был приглашён в «Стяуа», где играл сначала во второй команде. В сезоне 2006/07 Тудосе был арендован командой УТА (Арад), а в следующем также на правах аренды наряду с другими игроками «Стяуа» усилил «Глорию» (Бузэу). В Бузэу футболист забил свой первый гол в лиге, реализовав пенальти в матче против «Унири» (Урзичень). В течение этого времени провёл девять матчей за молодёжную сборную Румынии.
В январе 2009 года Тудосе и два его партнёра по «Глории» Алинь Литу и Эрик Бикфалви были отозваны из аренды обратно в «Стяуа». В составе этой команды дебютировал в апреле того же года в матче против «Фарула» (1:1). В первом же матче футболист был удалён с поля. В дальнейшем, будучи подверженным критике со стороны руководства клуба, Тудосе расторг контракт со «Стяуа» и перешёл в команду «Глория» (Бистрица). Далее на родине защищал цвета команд «Динамо» (Бухарест), «Корона» (Брашов) и «Сэгята».
Летом 2014 года был заявлен за ужгородскую «Говерлу» в чемпионат Украины. В украинской Премьер-лиге футболист сыграл 23 матча. Единственный гол забил в дебютной игре против львовских «Карпат». После завершения сезона Тудосе вернулся в Румынию, где продолжил карьеру в составе «Петролула».